# Alexandre Melamid
Alexander Melamid (en russe : Алекса́ндр Дани́лович Мелами́д), né à Moscou le 14 juillet 1945, est un artiste conceptuel et performeur américain d'origine russe.

## Biographie
De 1965 à 2003, Melamid collabore avec l'artiste Vitaly Komar avec qui il initie le mouvement Sots Art, qui est l'homologue soviétique du Pop Art. Ils sont connus sous le nom Komar et Melamid. Tous deux participent en 1987 à la documenta 8 à Cassel et sont les premiers artistes russes qui se présentent à une documenta.